# Sportivo Luqueño
Club Sportivo Luqueño (eller bare Sportivo Luqueño) er en paraguayansk fodboldklub fra byen Luque. Klubben spiller i landets bedste liga, Primera División de Paraguay, og har hjemmebane på stadionet Estadio Feliciano Cáceres. Klubben blev grundlagt den 1. maj 1921, og har siden da vundet to mesterskaber, heraf de to første der nogensinde blev uddelt, i henholdsvis 1951 og 1953. Det er den eneste klub til at vinde landets mesterskab, der ikke kommer fra Asunción.

## Titler
- Paraguayansk mesterskab (2): 1951, 1953

## Kendte spillere
| 1920'erne - Aurelio González (1920'erne) 1940'erne - Juan Bautista Villalba (1941–1947) - Dionisio Arce (1948–1949) 1950'erne - José Parodi (1950–1955, 1957–1958) - José Aveiro (1958) 1960'erne - Modesto Sandoval (1960–1964) 1970'erne - Juan Bautista Torales (1976–1981, 1993–1995) - Romerito (1977–1979, 1990–1991, 1993–1994, 1996) - Raúl Vicente Amarilla (1978–1979) 1980'erne - José Luis Chilavert (1982–1984) | 1990'erne - Francisco Ferreira (1991–93, 2001, 2002) - Aristides Masi (1997, 1998–1999, 2001, 2002, 2005) - Aldo Adorno (1998–2000) 2000'erne - Luis Núñez (2000–2006, 2007–2008, 2010) - Vidal Sanabria (2000) - Albeiro Usuriaga (2002) - Derlis Gómez (2002, 2004–2006) - Miguel Ángel Cuéllar (2004–2005) - Richart Báez (2005) - Daniel Sanabria (2005) - Alcidio Fleitas (2005) - Ricardo Tavarelli (2005) - Julio César Yegros (2005) - Miguel Ángel Benítez (2006) - Juan Fernández Di Alessio (2007) - Juan Cardozo (2007) - Nobuhiro Takeda (2000) | - Guy Stéphane Essame (2004–2005) - Tobie Mimboe (2004) - Celestine Romed Ngah Kebe (2007–2008) - Nouga Georges (2009–2010) - Kenneth Nkweta Nju 2010'erne - Carlos Humberto Paredes (2010) - Javier Cohene (2010) - Juan Pablo Raponi (2011) - Nelson Cuevas (2012) - Francisco Aldo Barreto Miranda (2014–) - Hideaki Ozawa (2010) - Sho Shimoji (2011) - Yuki Tamura (2011) - Bryan Lopez (2007–2013) - John Alston Bodden (2014) |

## Danske spillere
- Ingen